# 숙원 정씨
숙원 정씨(淑媛 鄭氏)는 효종의 후궁이다.

## 생애
《조선왕조실록》등의 사료에는 기록된 바가 없다. 그러나 《전주이씨대관》에 효종의 두 번째 후궁으로 기재되어 있다. 해당 사서에도 자녀가 없었다는 기록 이외에 상세한 행적은 기록되어 있지 않다.
대개 간택후궁들이 종2품 숙의의 직첩을 받고 입궐하는 경우가 많았음을 고려한다면 숙원 정씨는 승은후궁이었던 것으로 보인다. 아마도 안빈 이씨가 숙원에 진봉될 때 함께 승급한 것으로 추정된다.
효종의 제3후궁인 숙의 김씨보다 직첩이 낮은데도 제2후궁으로 기록된 것을 보면 숙의 김씨보다는 먼저 후궁인 된 것으로 보인다.

## 가족관계
- 아버지 : 미상
- 어머니 : 미상
  - 남편 : 효종

## 숙원 정씨가 등장하는 작품
- 소설 《모란꽃이 모랑모랑 피어서》- 향장(조향사) 정수연 역